# Флавия Фортунато
Фла̀вия Фортуна̀то (на италиански: Flavia Fortunato) (Козенца, 16 март 1964), е италианска певица, телевизионна и радиоводеща.

## Биография и творчество
След известен опит като телевизионна и радиоводеща, през 1982 година Флавия дебютира като певица на конкурс за нови гласове. Същата година сключва договор с музикалната компания Yep, към която издава първия си сингъл – Delirio (Делириум). Истинският дебют на бъдещата певица в италианската музикална панорама е едва през 1983, когато участва за първи път на Музикалния фестивал „Санремо“ в категорията Debuttanti (Дебютанти) с песента Casco blu (Синя каска), с която се класира на тринайсето място. Веднага след участието ѝ на фестивала е издадена сингъловата плоча Casco blu/Promessa d'amore (Любовно обещание), която влиза в класациите на единайсето място. След нея излизат още две плочи – L'amore è/Non piangerò (Любовта е/Няма да плача) и Rincontrarsi/Se tu vuoi (Срещаме се отново/Ако искаш).
Следващата година отново участва на „Санремо“ – този път в категорията Nuove Proposte (Нови предложения) с песента Aspettami ogni sera (Очаквай ме всяка вечер), която се класира на трето място. Компанията Yep след това издава сингъловата плоча Aspettami ogni sera/Stella di chi (Чия звезда), която се класира на деветнайсето място в класацията за най-продавани плочи.
Паралелно на певческата си кариера Флавия поставя начало и на тази като телевизионна водеща на музикални предавания, сред които Discoteca Festival и Hit parade.
През 1985 година е постоянен гост на първия сезон на предаването Buona Domenica с водещ Маурицио Костанцо. По-късно същата година издава плочата C'è una ragione/Come stai (Има причина/Как си).
Година по-късно се връща на сцената на „Аристон“ с песента Verso il 2000 (Към новото хилядолетие), класирайки се на деветнайсето място. Песента от страна Б на издадената веднага след това плоча е E mi manchi un po' di più (И ми липсваш все повече), класирала се на двайсет и девето място. След нея е издадена още една плоча – Nuovo amore mio/Un angelo (Нова любов моя/Ангел).
През 1987 година Флавия за пореден път взема участие на „Санремо“. Песента тази година е Canto per te (Пея за теб), която стига само до тринайсето място. След участието ѝ излиза плочата Canto per te/Attimo blu (Миг в синьо), която достига двайсет и девето място в класациите.
Пее заедно с Марио Балдучи, Силвио Поцоли и Морено Ферара встъпителната мелодия на предаването Telemike, композирана от Аугусто Мартели. За турнето си избира за беквокалистка певица, все още недобила особена популярност – Миета.
1988 година е поредната година, през която Флавия възкачва сцената на „Аристон“ – този път с Una bella canzone (Хубава песен), която се класира на двайсет и второ място. Задната страна на плочата, в която е включена, заема песента Anna lo sa (Анна знае), която е издадена като летен сингъл.
Идната година разкрива Флавия като водеща на всекидневното предаване Buona fortuna estate по Rai Uno. В него представя песента L'inseguimento, написана за нея от Кристиано Малгольо и Франко Калифано. Същата година дебютира в театъра в пиесата „Опера за три гроша“ на Бертолт Брехт и Курт Вайл. Спектакълът е подготвен по повод тържественото откриване на театър „Белини“ в Неапол.
Завръща се на малкия екран през 1990 година по Rai Due с трийсет епизода на Nuovo Cantagiro. Същата година издава албума Piccole danze (Малки танци) към компанията Fonit Cetra.
През 1991 Флавия е радиоводеща в Rai Radio Uno на предаването Via Asiago Tenda. По-късно същата година издава албума Le donne chi sono (Кои са жените), който съдържа песни на автори като Рикардо Кочанте, Биаджо Антоначи, Гуидо Мора и Маурицио Фабрицио.
1992 бележи завръщането на Флавия на „Санремо“ – за шести път участва на фестивала, този път в дует с Франко Фазано с песента Per niente al mondo (За нищо на света), с която двамата се класират на седмо място в крайната класация. Песента жъне успех и е включена в албума Tempo al tempo на Фазано, наред с още един общ дует – Nei miei pensieri (В мислите ми).

## Дискография

### Студийни албуми
- 1984 – Flavia
- 1986 – Verso il 2000
- 1990 – Piccole danze
- 1991 – Le donne chi sono

### Сборни албуми
- 1996 – Flavia Fortunato e Juli & Julie
- 1996 – Flavia Fortunato e Stefano Borgia
- 2009 – Aspettami ogni sera
- 2009 – Canto per te, più grande di te, se tu vuoi

### Сингли
- 1982 – Delirio/Sola
- 1982 – L'amore è/Non piangerò
- 1983 – Casco blu/Promessa d'amore
- 1983 – Rincontrarsi/Se tu vuoi
- 1984 – Aspettami ogni sera/Stella di chi
- 1985 – C'è una ragione/Come stai
- 1986 – Verso il 2000/E mi manchi un po' di più
- 1987 – Canto per te/Attimo blu
- 1988 – Una bella canzone/Anna lo sa
- 1992 – Per niente al mondo (parte 1)/Per niente al mondo (parte 2)

## Участия на музикални събития

### Музикален фестивал „Санремо“
- 1983 – Casco blu (13-о място)
- 1984 – Aspettami ogni sera (3-то място)
- 1986 – Verso il 2000 (19-о място)
- 1988 – Una bella canzone (22-ро място)
- 1992 – Per niente al mondo (дует с Франко Фазано) (7-о място)